# Gregovce
Gregovce je naselje u Općini Brežice u istočnoj Sloveniji. Gregovce se nalazi u pokrajini Štajerskoj i statističkoj regiji Donjoposavskoj. 

## Stanovništvo
Prema popisu stanovništva iz 2002. godine Gregovce je imalo 74 stanovnika.

### Etnički sastav
1991. godina:
- Slovenci: 63 (87,5%)
- Jugoslaveni: 5 (6,9%)
- Hrvati: 2 (2,8%)
- Srbi: 1 (1,4%)
- ostali: 1 (1,4%)

## Vanjske poveznice
- Satelitska snimka naselja  Arhivirana inačica izvorne stranice od 29. srpnja 2017. (Wayback Machine)